# Itame bitactata
Itame bitactata är en fjärilsart som beskrevs av Walker 1862. Itame bitactata ingår i släktet Itame och familjen mätare. Inga underarter finns listade i Catalogue of Life.